# Голдинов, Вячеслав Анатольевич
Вячеслав Анатольевич Голдинов (род. 19 августа 1957, Дряблово, Калужская область) — советский лыжник и российский тренер высшей категории по лыжным гонкам и биатлону (спорт инвалидов). Заслуженный работник физической культуры Российской Федерации. Мастер спорта СССР. Заслуженный тренер России. Директор МАУ САШ «НЕГЕ» города Тюмени.

## Биография
Вячеслав Анатольевич Голдинов родился 19 августа 1957 года в деревне Дряблово Ореховенского сельсовета Износковского района Калужской области, ныне деревня входит в Сельское поселение «Деревня Ореховня» того же района и области. Детство провёл под Малоярославцем.
В 1992 году окончил Курганский государственный педагогический институт по специальности «Учитель физической культуры».
В качестве лидера Сергея Селезнёва участвовал в чемпионате мира по лыжным гонкам в США среди спортсменов с ослабленным зрением.
Работал в «Тюменьгазстрой», затем — на завод «Электрон». С 1996 года директор Спортивно-адаптивной школы «НЕГЕ» города Тюмени (с 12 мая 2008 года — МАОУ ДОД ДЮСШ «НЕГЕ», с 30 декабря 2015 года — МАУ ДО ДЮСШ «НЕГЕ» города Тюмени, с 21 октября 2016 года — МАУ ДО ДЮСАШ «НЕГЕ» города Тюмени, с 14 января 2021 года — МАУ САШ «НЕГЕ» города Тюмени). Также работает тренером-преподавателем в Центре спортивной подготовки № 72 Тюменской области.
Член правления Тюменской областной федерации лыжных гонок.

## Награды и звания, премии
- Почётное звание «Заслуженный работник физической культуры Российской Федерации».
- Почётное звание «Заслуженный тренер России».
- Орден Почёта, 26 марта 2010 года[7].
- Орден Дружбы народов (28 июня 1994) — за большой вклад в подготовку и успешное выступление спортсменов-инвалидов на чемпионате Европы 1993 года и VI Параолимпийских играх в Лиллехаммере[8].
- Медаль ордена «За заслуги перед Отечеством» I степени, 2014 год[9].
- Медаль ордена «За заслуги перед Отечеством» II степени, 8 апреля 2009 года[10].
- Почётная грамота Губернатора Тюменской области.
- Почётное звание «Гордость Тюмени», 2015 год[11].
- Мастер спорта СССР
- Победитель и призер Тюменского городского и областного конкурса «Спортивная элита» (2013 год[12], 2015 год[13]).
- Премия «Тюмень спортивная», 16 декабря 2020 года[14].
- Премия «За заслуги в области социально-культурной сферы» 3 июля 2015 года[15]

## Известные воспитанники
Наиболее высоких результатов среди его воспитанников добились:
- Юлия Владимировна Будалеева — паралимпийская чемпионка 2014 года,
- Дмитрий Юрьевич Елхин — бронзовый призёр Универсиады 2013 года,
- Олег Владимирович Колодийчук — чемпион России 2016 года.
- Максим Андреевич Пирогов — трёхкратный призёр Паралимпийских игр 2014 года.
- Николай Анатольевич Полухин — паралимпийский чемпион (2010, 2014).
- Елена Александровна Ремизова — паралимпийская чемпионка 2014 года[16].
- Андрей Александрович Токарев — паралимпийский чемпион (2010, 2014).
- Станислав Мусаевич Чохлаев — трёхкратный призёр Паралимпийских игр 2014 года.
- Наталья Александровна Якимова — четырёхкратная паралимпийская чемпионка (2010, 2014)[17].

## Семья
Женат. Имеет трёх дочерей! Внучка -  Дарья Крапивина, пошла по стопам деда, выбрав делом жизни спорт. Дарья  стала Мастером спорта в 16 лет. Талантливая девушка занимается велоспортом.